# Legend of the Three Caballeros
Legend of the Three Caballeros – kanadyjsko-amerykański animowany serial telewizyjny produkcji Disney Interactive oparty na animowanym filmie Trzej Caballeros (1944) produkcji Walta Disneya.

## Fabuła
Kaczor Donald po swoim pradziadku Kwalutku Kwaczaku dziedziczy cabanę w New Quackmore Institute, wspólnie z brazylijską papugą José Cariocą i meksykańskim kogutem Panchito Gonzalezem. Odkrywają oni magiczną księgę, która po otwarciu uwalnia Xandrę – boginię przygód. Wyjaśnia ona, że Donald, José i Panchito są potomkami trójki poszukiwaczy przygód znanych jako Trzej caballeros, którzy dawno temu powstrzymali złego czarnoksiężnika Lorda Felldrake’a przed przejęciem władzy nad światem i ostatecznie zapieczętowali go w magicznej lasce. Tymczasem laska zawierająca Felldrake’a zostaje odkryta przez jego potomka – barona Von Sheldgoose’a, skorumpowanego prezesa New Quackmore Institute. Gdy Sheldgoose postanawia wskrzesić Felldrake’a, nowi Trzej caballeros muszą nauczyć się zostać bohaterami, aby ocalić świat przed katastrofą.

## Obsada głosowa
- Tony Anselmo – Kaczor Donald
- Eric Bauza –
  - José Carioca,
  - Sknerus McKwacz,
  - różne role
- Jaime Camil – Panchito Gonzalez
- Grey DeLisle –
  - Xandra
  - różne role
- Wayne Knight – baron Von Sheldgoose
- Kevin Michael Richardson –
  - Lord Felldrake Sheldgoose,
  - różne role
- Tress MacNeille – Kaczka Daisy
- Jessica DiCicco –
  - Kizia,
  - Mizia,
  - Fizia
- Dee Bradley Baker –
  - Ari,
  - Leopold Groźny,
  - różne role
- Jim Cummings –
  - Bear Rug,
  - różne role
- David Kaye –
  - Kaczor Dapper,
  - różne role

Źródło: 

## Spis odcinków
| Nr.                   | Premiera   | Tytuł                      |
| --------------------- | ---------- | -------------------------- |
|                       |            |                            |
| SEZON PIERWSZY (2018) |            |                            |
|                       |            |                            |
| 01                    | 09.06.2018 | Dope-A-Cabana              |
| 02                    | 09.06.2018 | Labyrinth and Repeat       |
| 03                    | 09.06.2018 | Pyramid-Life Crisis        |
| 04                    | 09.06.2018 | World Tree Caballeros!     |
| 05                    | 09.06.2018 | No Man is an Easter Island |
| 06                    | 09.06.2018 | Stonehenge Your Bets       |
| 07                    | 09.06.2018 | Mount Rushmore (or Less)   |
| 08                    | 09.06.2018 | Nazca Racing               |
| 09                    | 09.06.2018 | Mexico a Go-Go             |
| 10                    | 09.06.2018 | Mt. Fuji Whiz              |
| 11                    | 09.06.2018 | Thanks a Camelot           |
| 12                    | 09.06.2018 | Shangri-La-Di-Da           |
| 13                    | 09.06.2018 | Sheldgoose Square Dance    |
|                       |            |                            |

## Premiera
Serial został po raz pierwszy wydany całościowo w aplikacji DisneyLife na Filipinach 9 czerwca 2018 roku, a premiera na Disney Channel w Azji Południowo-Wschodniej miała miejsce 1 stycznia 2019 roku. W Stanach Zjednoczonych serial został wyemitowany w ramach premiery Disney+ 12 listopada 2019 roku, zaś swoją amerykańską premierę telewizyjną 7 sierpnia 2021 roku na platformie Disney XD.